# Роджер Макбрайд
Роджер Лі Макбрайд (англ. Roger Lea MacBride; 6 серпня 1929 — 5 березня 1995) — американський юрист, політичний діяч, письменник і телепродюсер. Він був кандидатом у президенти від Лібертаріанської партії США на виборах 1976 року. Макбрайд став першим президентським виборщиком в історії США, який проголосував за жінку, коли на президентських виборах 1972 року він проголосував за кандидатів від Лібертаріанської партії Джона Госперса на пост президента та Теодору «Тоні» Нейтан на пост віце-президента. Він також був співавтором і співпродюсером телесеріалу «Маленький будиночок у преріях».

## Життєпис
Роджер Макбрайд народився 6 серпня 1929 року в Нью-Рошеллі, Нью-Йорк, в родині Елізи Фейр Лі та Вільяма Бьорта Макбрайда. Батько Роджера був редактором видання Reader's Digest, в якому був надрукований відомий памфлет американської журналістки та письменниці Роуз Вайлдер Лейн «Відкриття свободи» (англ. The Discovery of Freedom; 1943). В старшому віці Роджер відвідував Академію Філліпса в Ексетері, Нью-Гемпшир.
Після школи він вступив до Принстонського університету, який закінчив у 1951 році. В Принстонському університеті Роджер вивчав політичні науки та брав участь в студентських політичних організаціях. Після навчання в Принстонському університеті Макбрайд вступив до Гарвардської школи права. Крім того, він провів рік в Університеті Філіппін,  працюючи над дипломною роботою з порівняльного конституційного права.
В 1954 році Роджер закінчив Гарвардську школу права, після чого приєднався до юридичної фірми White & Case на Волл-стріт. Наприкінці 1950-х років Макбрайд протягом 18 місяців входив до ради директорів консервативного журналу National Review, однак, залишив її через розбіжності у філософії. В 1961 році Макбрайд одружився із С'юзан Форд. Невдовзі Макбрайд переїхав до Вермонту, де відкрив невелику юридичну практику, а також, в 1962 році, став членом Палати представників штату. В ролі законодавця Вермонту Макбрайд запам'ятався пропозицією скасувати державну систему коледжів. В 1964 році був кандидатом на республіканських праймериз на пост губернатора Вермонта.
В 1970 році С'юзан та Роджер вдочерили новонароджену дівчинку, на ім'я Ебігейл. В 1972 році Макбрайд жив у Вірджинії. В 1973 році видання Reason повідомляло, що Макбрайд жив на фермі поблизу Шарлотсвілла, Вірджинія, та займався польотами на власному літаку, розведенням великої рогатої худоби та пірнанням за омарами. Після переїзду до Вірджинії, він приєднався до Лібертаріанської партії та привернув національну увагу в 1972 році, коли, як один із 12 республіканських виборщиків Вірджинії, він віддав свій голос не за Річарда Ніксона та Спіро Агню, а за лібертаріанських кандидатів, Джона Госперса та Теодору «Тоні» Нейтан, віддаючи їм єдиний голос у колегії виборщиків. Таким чином, Теодора «Тоні» Нейтан стала першої в історії США жінкою, за яку віддали голос на президентських виборах.
Лібертаріанська партія обрала Макбрайда своїм кандидатом на президентські вибори 1976 року. Макбрайд будував свою президентську кампанію на твердженні, що політика, яка пропонувалась іншими кандидатами, Джеральдом Фордом та Джиммі Картером, було політикою минулого, що призвела до інфляції, економічного спаду та залучення США до іноземних війн. Він заявляв, що прийшов час для широкомасштабної реформи. Також під час кампанії Макбрайд написав книгу «Новий світанок для Америки: Лібертаріанський виклик» (англ. A New Dawn for America: The Libertarian Challenge), яка стала маніфестом Лібертаріанської партії. На президентських виборах 1976 року Макбрайд набрав 173 011 голосів у 32 штатах.
У 1983 році Макбрайд знову приєднався до Республіканської партії і став активним прихильником багатьох кандидатів від Республіканської партії. Він також став головним спонсором Республіканської фракційної наради свободи (англ. Republican Liberty Caucus; RLC), групи лібертаріанців всередині Республіканської партії.
У 1994 році Макбрайд був обраний головою RLC, а незабаром допоміг започаткувати Фракційну нараду свободу Конгресу (англ. Congressional Liberty Caucus), невелику групу республіканців, які себе називають лібертаріанцями в Палаті представників США.
В останні роки життя Макбрайд писав дитячі книжки, засновані на дитинстві Роуз Вайлдер Лейн на фермі в Міссурі. Макбрайд помер від серцевої недостатності у віці 65 років 5 березня 1995 року в Маямі-Біч.

## Макбрайд та Лейн
В інтерв’ю 1993 року Макбрайд розповів, що він познайомився із Роуз Вайлдер Лейн, коли йому було біля 17 років, а їй – біля 60-ти. Його батько, який був видавником Лейн, вважав, що вона багато чому може навчити його сина Роджера. За його спогадами, він допомагав Лейн з роботою на її фермі, а вона готувала для нього свій фірмовий курячий пиріг. За вечерею вона розповідала йому історії про знаменитих людей, яких знала, наприклад, про Герберта Гувера. В цих розмовах вона також висловлювала свій погляд на світові події, а також свої теорії. Макбрайд зізнавався, що в роки становлення його особистості, Лейн мала на нього більший вплив, ніж будь-які інші люди взяті разом.
За пару років він уже називав її «бабусею». Роуз прочитала гостьову лекцію на уроці з урядування в Академії Філліпса в Ексетері, де в той час навчався Макбрайд. Вона також морально підтримала його зусилля зі створення лібертаріанських студентських груп у Принстонському університеті і Гарвардській школі права. Згодом Макбрайд став її агентом, бізнес-менеджером та юристом. Зрештою він і його дружина перевезли Роуз і її 6000 книг у свій дім і взяли її з собою, коли переїжджали з Вермонта до Вірджинії.
Зрештою, коли Роуз померла — це було в 1968 році, їй був 81 — Роджер успадкував усе, чим вона володіла, включно з неймовірно цінними правами на серію книжок «Маленький будинок у преріях», написані її матір’ю, відомою американською дитячою письменницею, Лорою Інґлз Вайлдер. На основі вищезгаданої серії книжок Роджер Макбрайд спродюсував телесеріал «Маленький будиночок у преріях», який йшов на мережевому телебаченні протягом більшої частини 1970-х і початку 1980-х років.
Хоча Макбрайд особисто не знав Лору Інґлз Вайлдер, а лише переписувався з нею, він продовжував розвивати її спадщину. Віднайшовши рукопис Лори про перші чотири роки заміжнього життя, він в 1971 році видав книжку «Перші чотири роки» (англ. The First Four Years), яка вважається  дев'ятою книжкою із серії «Маленький будиночок в преріях». У 1974 році він відредагував листи Лори до її чоловіка Альманцо в 1915 році, коли вона поїхала до Сан-Франциско до своєї дочки Роуз, та опублікував їх як книжку під назвою «На захід від дому» (англ. West from Home).

## Спір за роялті від книг Лори Інґлз Вайлдер
Після смерті Макбрайда, права на книги Лори Інґлз Вайлдер перейшли до його дочки, Ебігейл. В 1999 році Бібліотека імені Лори Інґлз Вайлдер в Мансфілді, Міссурі, подала позов на Ебігейл Макбрайд та на видавництво HarperCollins, стверджуючи, що права на роялті з книжок Лори Інґлз Вайлдер належать бібліотеці. Спір виник через заповіт Лори. Бібліотека віднайшла копію заповіту в архівах округу Райт, Міссурі. Відповідно до заповіту, бібліотека мала отримувати всі роялті від творів Вайлдер після смерті її дочки Роуз. Однак, як стверджувала бібліотека, за весь час вона отримала лише в 1972 році чек на 28 011 доларів від видавництва HarperCollins.
Суддя постановив, що бібліотека мала права на роялті від лише двох книг Вайлдер: «Маленьке містечко у преріях» (англ. Little Town on the Prairie) та «Ці щасливі золоті роки» (англ. These Happy Golden Years). Далі спір було врегульовано наступним чином. Видавництво HarperCollins та Ебігейл погодились виплатити бібліотечній системі округу Райт, Міссурі, 875 000 доларів. Бібліотека, своєю чергою, погодилася відмовитися від своїх претензій на авторські права на книги «Маленьке містечко в преріях» та «Ці щасливі золоті роки».

## Праці Макбрайда

### Нехудожня література
- «Американська колегія виборщиків» (англ. The American Electoral College; 1953)
- «Договори проти Конституції» (англ. Treaties versus the Constitution; 1956)
- «Новий світанок для Америки: Лібертаріанський виклик» (англ. A New Dawn for America: The Libertarian Challenge; 1976) — маніфест Лібертаріанської партії США.

### Дитячі книжки
- «Маленький будиночок на скелястому хребті» (англ. Little House on Rocky Ridge; 1993)
- «Маленька ферма в Озарку» (англ. Little Farm in the Ozarks; 1994)
- «У країні великого червоного яблука» (англ. In the Land of the Big Red Apple; 1995) — видана посмертно
- «Інший бік пагорба» (англ. The Other Side of the Hill; 1995) — видана посмертно
- «Містечко в Озарку» (англ. Little Town in the Ozarks; 1996) — видана посмертно
- «Новий світанок на скелястому хребті» (англ. New Dawn on Rocky Ridge; 1997) — видана посмертно
- «На берегах Байо» (англ. On the Banks of the Bayou; 1998) — видана посмертно
- «Холостячка» (англ. Bachelor Girl;1999) — видана посмертно.